# Cavendishia endresii
Cavendishia endresii är en ljungväxtart som beskrevs av William Botting Hemsley. Cavendishia endresii ingår i släktet Cavendishia och familjen ljungväxter. Inga underarter finns listade i Catalogue of Life.